# AudioTeplice.cz
Audioteplice.cz je projekt naučné stezky, která zahrnuje 53 objektů v Teplicích (v centru města, v Šanově a v Trnovanech). Je určena návštěvníkům města, lázeňským hostům i rodilým Tepličanům. Průvodní texty byly nahrány jako zvuková stopa ve formátu MP3, kterou je možno poslouchat přímo u jednotlivých objektů.

## Barevná mapa
Barevná mapa s označením a popisem jednotlivých objektů je k dispozici v Regionální knihovně Teplice. Kromě toho je možno stáhnout černobílou verzi mapy ve formátu PDF, která je přizpůsobena k tisku na domácí tiskárně.

## Audio nahrávky MP3
Nahrávky jednotlivých zastavení možno stáhnout přímo z webu projektu. K jejich přehrávání třeba přehrávač MP3, s jehož pomocí je možno naučnou audio-stezku procházet. Přehrávání zvukových stop zvládne i osobní počítač. Každé zastavení má na webu i textovou podobu.

## Vznik projektu
Za vznikem projektu stojí skupina bývalých i současných studentů Gymnázia Teplice, kteří se shromáždili kolem aktivit při záchraně a rekonstrukce tzv. Beuronské kaple - ojedinělé umělecké památky, která se nachází v areálu gymnázia.
Objekty, které byly do audiostezky zahrnuty, vzešly z hlasování realizačního týmu. Ke každému z nich pak dobrovolníci dohledávali na internetu, v knihovnách, v archivech i v terénu co nejvíce informací. Díky tomu je projekt Audioteplice.cz momentálně nejúplnějším zdrojem informací o Teplicích na internetu.[zdroj?] Ze sebraných útržků bylo ovšem nutné složit ucelené texty, které prošly dvěma skupinovými redakcemi. Poslední úpravy probíhaly na dvou víkendových setkáních, kde se kromě toho nahrávala část textů. 
Pro realizaci projektu poskytlo zázemí Gymnázium Teplice. Český rozhlas - Sever sponzorskou formou umožnil nahrání asi poloviny nahrávek. Finanční podporu projektu poskytla nadace Make a Connection, a to ve výši 16 500 Kč, za které byly pořízeny barvy na chodníková označení, tisk map a plakátů a organizační zajištění akce. 
Na realizaci projektu se podíleli: Martin Bálek, Lenka Burgerová, Martin Hnyk, Hien Ho Thi Dieu, Jan Kolman, Josefa Kovářová, Alena Minaříková, Jakub Mráček, Jana Müllerová, Ludmila Sirková a Eva Trübenekrová. 
Překlad do němčiny: Jutta Benešová, mluvčí: Johannes Kaiser, Samuel Willuhn, Sophia Wulff-Woesten 
Překlad do angličtiny: Zdeněk Brabec, mluvčí: Jana Lucas

## Odvozené projekty
Projekt AudioTeplice.cz, který v červnu 2012 evidoval přes 100 tisíc stažených souborů MP3, o půl roku následoval projekt audiostezka AudioBilina a postupně přibyly další:
- AudioMimoň.cz
- AudioJablonné.cz
- AudioBrno.cz
- VideoKrupka.eu
- VideoTeplice.eu